# Passiflora actinia
Passiflora actinia Killip – gatunek rośliny z rodziny męczennicowatych (Passifloraceae Juss. ex Kunth in Humb.). Występuje endemicznie w Brazylii (w stanach Espírito Santo, Rio de Janeiro, São Paulo, Paraná, Rio Grande do Sul oraz Santa Catarina).

## Morfologia
PokrójZdrewniałe, trwałe, nagie liany.
LiścieBlaszka liściowa ma owalny kształt. Nasada liścia jest rozwarta. Mają 3–11 cm długości oraz 2–8 cm szerokości. Brzegi są całobrzegie. Wierzchołek jest tępy lub ostry. Przylistki są prawie nerkowate, mają 1–4 mm długości.
KwiatyPojedyncze. Działki kielicha są podłużnie lancetowate, zielono-białawe, mają 2–3,5 cm długości. Płatki są lancetowate, białe, mają 2,5–4 cm długości. Przykoronek ułożony jest w 4–5 rzędach, biało-fioletowy, ma 1–40 mm długości.
OwoceSą jajowatego lub prawie kulistego kształtu o żółtej barwie. Mają 2,5–4 cm długości i 2–3 cm średnicy.